# August Otwinowski
August Feliks Otwinowski herbu Gryf (ur. ok. 1750 zm. 18 grudnia 1808) – szambelan królewski, burgrabia krakowski w latach 1784-1794, podczaszy proszowicki w 1794 roku, konsyliarz województwa krakowskiego w konfederacji targowickiej.
Był synem łowczego pomorskiego Józefa i Aleksandry z Zakrzewskich. Poseł na sejm 1782 roku z województwa krakowskiego. Już wtedy tytuł szambelana.  Był komisarzem Sejmu Czteroletniego z powiatu krakowskiego województwa krakowskiego do szacowania intrat dóbr ziemskich w 1789 roku. Był odznaczony Orderem Świętego Stanisława. Był żonaty z Anną Wiktorią Szaster miał syna Stanisława i córkę Teklę Aleksandrę żonę generała Jana Weyssenhoffa.